# Eoin Kelly (Tipperary)
Eoin Kelly, né le 6 janvier 1982 à Mullinahone dans le comté de Tipperary en Irlande, est un hurler irlandais. Il joue au poste d’attaquant dans le club de Mullinahone GAA et dans la sélection de Tipperary GAA dont il est l’actuel capitaine.
Kelly commence sa carrière de hurler dans le club de sa ville natale, le Mullinahone GAA. Il fait ses débuts en compétition inter-comté en 1997 en catégorie junior. Il progresse ensuite dans les différentes classes d’âge sans toutefois remporter un seul titre national, que ce soit avec les juniors ou les moins de 21 ans. Il fait ses grands débuts en équipe senior en 2000 et en devient un titulaire régulier dès la saison suivante. En 2001 il fait partie de l’équipe qui remporte un triplé avec des victoires en ligue nationale de hurling, championnat du Munster et championnat d'Irlande de hurling.
Eoin Kelly a été élu deux fois consécutivement meilleur espoir en 2001 et 2002. Il a ensuite été élu à six reprises dans l’équipe All-Star et joueur de l’année par l'Association des joueurs de sports gaéliques en 2009.

## Ses débuts
Eoin Kelly naît à Mullinahone dans le comté de Tipperary à la limite du Comté de Kilkenny en 1982. Il étudie à l’école publique de la ville puis à Scoil Ruain à Killenaule. Il rejoint ensuite le St. Kieran's College à Kilkenny, un des centres de formation au hurling en Irlande. En 1999 il remporte le championnat du Leinster scolaire puis se hisse en finale de la Dr. Croke Cup, le championnat d’Irlande scolaire. Kelly est remplaçant pour ce match et son équipe est battue en finale par le St. Flannan's College d’Ennis sur le score de 2-15 à 2-10 .
La saison suivante, St. Kieran's ajoute une deuxième titre de champion du Leinster à son palmarès. Puis l'équipe se qualifie de nouveau pour la finale de la Dr. Croke Cup et l’emporte sur l’équipe du comté de Clare sur le score de 1-10 à 0-9. Pendant la période d’activité de Kelly dans un rôle de titulaire au poste d’attaquant, St. Kieran's ne perd qu’un seul et unique match.
Après l’obtention de son  Leaving Certificate, Eoin Kelly s’inscrit au Limerick Institute of Technology et tout en continuant son parcours avec son équipe de hurling.

## Carrière sportive

### Avec Mullinahone GAA
Eoin Kelly joue dans le club de sa ville natale Mullinahone GAA . En 2002, il est remplaçant pour son premier titre de champion de Tipperary contre le Thurles Sarsfields GAA. Alors que les équipiers de Kelly mènent de 6 points avant le début du dernier quart d’heure, Thurles Sarsfields réussit à marquer 14 points pour réussir un match nul salvateur. Le match d’appui tourne à l’avantage de Mullinahone. Kelly, cette fois titularisé, marque 2-7 et permet à son équipe de gagner 2-10 à 0-11 et de conquérir ainsi son premier titre dans le championnat du comté. Kelly reçoit le titre de meilleur joueur du match.
Depuis 2002 Mullinahone n’a jamais réussi à se hisser de nouveau en finale du championnat de Tipperary.

## Statistiques

### Classement des marqueurs de points
Eoin Kelly est le troisième meilleur marqueur de points de l'histoire du hurling.
| Rang | Joueur         | Équipe    | Points          | Matchs | Années        | Moyenne |
| ---- | -------------- | --------- | --------------- | ------ | ------------- | ------- |
| 1    | Henry Shefflin | Kilkenny  | 23-390 (460pts) | 52     | 1999–en cours | 8.8     |
| 2    | Eddie Keher    | Kilkenny  | 35-334 (439pts) | 50     | 1959–1977     | 8.8     |
| 3    | Eoin Kelly     | Tipperary | 17-319 (377pts) | 49     | 2000–en cours | 7.6     |
| 4    | Christy Ring   | Cork      | 33-208 (305pts) | 64     | 1940–1963     | 4.8     |
| 5    | D. J. Carey    | Kilkenny  | 34-195 (297pts) | 57     | 1989–2005     | 5.2     |

## Palmarès

### Mullinahone
- Tipperary Senior Club Hurling Championship:
  - Vainqueur (1): 2002

### Tipperary
- All-Ireland Senior Hurling Championship:
  - Vainqueur(2): 2001, 2010
  - Finaliste (1): 2009
- Munster Senior Hurling Championship:
  - Vainqueur (3): 2001, 2008, 2009
- Ligue nationale de hurling:
  - Vainqueur (2):2001, 2008
  - Finaliste (3): 2000, 2003, 2009

### Munster
- Railway Cup:
  - Vainqueur (1): 2001
  - Finaliste (3): 2003, 2004, 2006 (c)

### Personnel
- All-Star : 2003, 2004, 2005, 2006, 2007, 2008, 2009, 2010
- Meilleur espoir (Vodaphone) : 2001, 2002
- Joueur de l’année (Associations des joueurs de sports gaéliques) : 2009